# Brabantse Pijl 2007
De 48e editie van de Brabantse Pijl vond plaats op 1 april 2007 en ging over een afstand van 200 kilometer. Voor de derde maal op rij werd deze eendaagse wedstrijd gewonnen door de Spanjaard Óscar Freire. In totaal wisten 97 van de 200 gestarte renners de eindstreep te bereiken.

## Uitslag
| Brabantse Pijl 2007 |                   |                     |          |
| Plaats              | Naam              | Ploeg               | Tijd     |
| Winnaar             | Óscar Freire      | Rabobank            | 4u45'00" |
| 2                   | Nick Nuyens       | Cofidis             | z.t.     |
| 3                   | Kim Kirchen       | T-Mobile Team       | z.t.     |
| 4                   | Enrico Gasparotto | Liquigas-Cannondale | z.t.     |
| 5                   | Karsten Kroon     | Team CSC            | z.t.     |
| 6                   | Michael Boogerd   | Rabobank            | + 8"     |
| 7                   | Björn Leukemans   | Predictor-Lotto     | + 25"    |
| 8                   | Christian Murro   | Tenax               | + 28"    |
| 9                   | Mario Aerts       | Predictor-Lotto     | z.t.     |
| 10                  | David Kopp        | Gerolsteiner        | + 35"    |

1961 · 1962 · 1963 · 1964 · 1965 · 1966 · 1967 · 1968 · 1969 · 1970 · 1971 · 1972 · 1973 · 1974 · 1975 · 1976 · 1977 · 1978 · 1979 · 1980 · 1981 · 1982 · 1983 · 1984 · 1985 · 1986 · 1987 · 1988 · 1989 · 1990 · 1991 · 1992 · 1993 · 1994 · 1995 · 1996 · 1997 · 1998 · 1999 · 2000 · 2001 · 2002 · 2003 · 2004 · 2005 · 2006 · 2007 · 2008 · 2009 · 2010 · 2011 · 2012 · 2013 · 2014 · 2015 · 2016 · 2017 · 2018 · 2019 · 2020 · 2021 · 2022 · 2023 · 2024